# Noen sofiet
De noen sofiet is een variant van de Hebreeuwse letter noen die wordt gebruikt als de noen aan het eind van een woord staat. De letter wordt uitgesproken als de letter n.
De letters van het Hebreeuws alfabet worden ook gebruikt als cijfers. De noen sofiet is de Hebreeuwse zevenhonderd.
א · ב · ג · ד · ה · ו · ז · ח · ט · י · כ · (ך) · ל · מ · (ם) · נ · (ן) · ס · ע · פ · (ף) · צ · (ץ) · ק · ר · ש · ת 

alef · beet · gimel · dalet · hee · waw · zajien · chet · tet · jod · kaf · -sofiet · lamed · mem · -sofiet · noen · -sofiet · samech · ajien · pee · -sofiet · tsaddie · -sofiet · koef · reesj · sjien · tav